# 200-я стрелковая дивизия (2-го формирования)
200-я стрелко́вая Дви́нская Краснознамённая диви́зия (200 сд) — воинское соединение стрелковых войск Рабоче-крестьянской Красной армии (РККА) Вооружённых сил СССР, принимавшее участие в Великой Отечественной войне с 1942 по 1945 годы.

## История
Дивизия начинала формироваться в декабре 1941 — начале 1942 годов в Бузулуке как 425-я стрелковая дивизия. Впоследствии сменила номер и стала 200-й стрелковой дивизией 2-го формирования.
Весной 1942 года дивизия была переброшена на фронт, где приняла участие в Демянской операции. Выгрузившись из эшелонов, она в условиях распутицы совершила марш в район сосредоточения восточнее Поддубья, откуда должна была наступать на Рамушево, имея задачу перехватить рамушевскую горловину. В ходе последующие двухнедельных боёв 200 сд совместно со 127-й и 144-й отдельными стрелковыми бригадами освободила Присморжье, Александровку и вышла к селу Рамушево.
С 13 января по 25 апреля 1945 года дивизия принимала участие в Восточно-Прусской наступательной операции в составе 2-го Белорусского фронта Красной армии.
Свой боевой путь 200-я стрелковая Двинская Краснознамённая дивизия закончила в Германии, приняв непосредственное участие в наступлении на Берлин.
Расформирована в 1945 году.

## Боевые периоды
- 20 апреля 1942 года — 2 декабря 1944 года,
- 7 декабря 1944 года — 9 мая 1945 года.

## Состав
- 642-й стрелковый полк
- 648-й стрелковый полк
- 661-й стрелковый полк
- 650-й артиллерийский полк
- 107-й отдельный истребительно-противотанковый дивизион
- 106-й миномётный дивизион (до 15.10.1942 г.)
- 300-я отдельная разведывательная рота
- 400-й отдельный сапёрный батальон
- 600-й отдельный батальон связи (183-я, 405-я отдельные роты связи)
- 405-й медсанбат
- 507-я отдельная рота химической защиты
- 299-я автотранспортная рота
- 424-я полевая хлебопекарня
- 889-й дивизионный ветеринарный лазарет
- 1679-я полевая почтовая станция
- 1080-я полевая касса Госбанка

## Подчинение
| Подчинение | Подчинение                   | Подчинение             | Подчинение                         | Подчинение |
| На дату    | Фронт (округ)                | Армия                  | Корпус                             |            |
| ---------- | ---------------------------- | ---------------------- | ---------------------------------- | ---------- |
| 01.01.1942 | Южно-Уральский военный округ | -                      | -                                  |            |
| 01.02.1942 | Южно-Уральский военный округ | -                      | -                                  |            |
| 01.03.1942 | Южно-Уральский военный округ | -                      | -                                  |            |
| 01.04.1942 | Резерв ставки ВГК            | -                      | -                                  |            |
| 01.05.1942 | Северо-Западный фронт        | 11-я армия             | -                                  |            |
| 01.06.1942 | Северо-Западный фронт        | 11-я армия             | -                                  |            |
| 01.07.1942 | Северо-Западный фронт        | 11-я армия             | -                                  |            |
| 01.08.1942 | Северо-Западный фронт        | 11-я армия             | -                                  |            |
| 01.09.1942 | Северо-Западный фронт        | 11-я армия             | -                                  |            |
| 01.10.1942 | Северо-Западный фронт        | 11-я армия             | -                                  |            |
| 01.11.1942 | Северо-Западный фронт        | 11-я армия             | -                                  |            |
| 01.12.1942 | Северо-Западный фронт        | 27-я армия             | -                                  |            |
| 01.01.1943 | Северо-Западный фронт        | 27-я армия             | -                                  |            |
| 01.02.1943 | Северо-Западный фронт        | 34-я армия             | -                                  |            |
| 01.03.1943 | Северо-Западный фронт        | 11-я армия             | -                                  |            |
| 01.04.1943 | Северо-Западный фронт        | 11-я армия             | -                                  |            |
| 01.05.1943 | Северо-Западный фронт        | 68-я армия             | -                                  |            |
| 01.06.1943 | Северо-Западный фронт        | 34-я армия             | 12-й гвардейский стрелковый корпус |            |
| 01.07.1943 | Северо-Западный фронт        | 34-я армия             | 12-й гвардейский стрелковый корпус |            |
| 01.08.1943 | Северо-Западный фронт        | 1-я ударная армия      | -                                  |            |
| 01.09.1943 | Северо-Западный фронт        | 1-я ударная армия      | -                                  |            |
| 01.10.1943 | Северо-Западный фронт        | 1-я ударная армия      | -                                  |            |
| 01.11.1943 | Северо-Западный фронт        | 1-я ударная армия      | -                                  |            |
| 01.12.1943 | 2-й Прибалтийский фронт      | 3-я ударная армия      | 93-й стрелковый корпус             |            |
| 01.01.1944 | 2-й Прибалтийский фронт      | 3-я ударная армия      | 90-й стрелковый корпус             |            |
| 01.02.1944 | 2-й Прибалтийский фронт      | 6-я гвардейская армия  | 12-й гвардейский стрелковый корпус |            |
| 01.03.1944 | 2-й Прибалтийский фронт      | 10-я гвардейская армия | 19-й гвардейский стрелковый корпус |            |
| 01.04.1944 | 2-й Прибалтийский фронт      | 3-я ударная армия      | 93-й стрелковый корпус             |            |
| 01.05.1944 | 2-й Прибалтийский фронт      | 3-я ударная армия      | 93-й стрелковый корпус             |            |
| 01.06.1944 | 2-й Прибалтийский фронт      | 3-я ударная армия      | 93-й стрелковый корпус             |            |
| 01.07.1944 | 1-й Прибалтийский фронт      | 4-я ударная армия      | 100-й стрелковый корпус            |            |
| 01.08.1944 | 2-й Прибалтийский фронт      | 4-я ударная армия      | 100-й стрелковый корпус            |            |
| 01.09.1944 | 2-й Прибалтийский фронт      | 3-я ударная армия      | 100-й стрелковый корпус            |            |
| 01.10.1944 | 2-й Прибалтийский фронт      | 3-я ударная армия      | 100-й стрелковый корпус            |            |
| 01.11.1944 | 2-й Прибалтийский фронт      | 22-я армия             | 100-й стрелковый корпус            |            |
| 01.12.1944 | 2-й Прибалтийский фронт      | 22-я армия             | 93-й стрелковый корпус             |            |
| 01.01.1945 | 2-й Белорусский фронт        | 70-я армия             | 114-й стрелковый корпус            |            |
| 01.02.1945 | 2-й Белорусский фронт        | 70-я армия             | 114-й стрелковый корпус            |            |
| 01.03.1945 | 2-й Белорусский фронт        | 70-я армия             | 96-й стрелковый корпус             |            |
| 01.04.1945 | 2-й Белорусский фронт        | 49-я армия             | 121-й стрелковый корпус            |            |
| 01.05.1945 | 2-й Белорусский фронт        | 49-я армия             | 70-й стрелковый корпус             |            |

## Командиры
- Елшин, Константин Алексеевич (14.01.1942 — 08.07.1942), полковник;
- Попов, Пётр Ефимович (09.07.1942 — 08.12.1942), полковник;
- Москалик, Михаил Эммануилович (09.12.1942 — 22.02.1943), полковник;
- Зобин, Богумил Иосифович (23.02.1943 — 23.10.1943), полковник;
- Ивенков, Яков Афанасьевич (24.10.1943 — 17.12.1943), полковник;
- Краснов, Игнатий Александрович (18.12.1943 — 06.07.1944), полковник, с 03.06.1944 генерал-майор;
- Ляшенко, Ефим Антонович (15.07.1944 — 24.08.1944), генерал-майор химических войск;
- Асафьев, Василий Андрианович (28.08.1944 — 14.02.1945), полковник;
- Мельдер, Иосиф Ильич (16.02.1945 — 09.05.1945), полковник

## Награды
- 9 августа 1944 года — Почётное наименование «Двинская» — присвоено приказом Верховного Главнокомандующего № 0253 от 9 августа 1944 года (за отличие в боях при форсировании Двины?).
- 4 июня 1945 года —  Орден Красного Знамени — награждена указом Президиума Верховного Совета СССР от 4 июня 1945 года за образцовое выполнение заданий командования в боях с немецкими захватчиками при овладении городами Эггезин,Торгелов,Позевальк,Штрасбург,Темплин и проявленные при этом доблесть и мужество.[3]

Награжденные части дивизии:
- 642-й стрелковый ордена Суворова[4] полк
- 648-й стрелковый Краснознаменный[5] полк
- 661-й стрелковый Краснознаменный[6] полк
- 650-й артиллерийский Краснознаменный[7] полк
- 400-й отдельный сапёрный ордена Богдана Хмельницкого[6] батальон

## Отличившиеся воины
Кавалеры ордена Славы трёх степеней:
- Артеменков, Николай Дмитриевич, старшина, командир сапёрного отделения 661 стрелкового полка.
- Знайко, Дмитрий Иванович, старший сержант, командир отделения 400 отдельного сапёрного батальона.
- Малевич, Александр Иванович, ефрейтор, командир стрелкового отделения 642 стрелкового полка.
- Битиев, Абдрахман, рядовой.